# Wojciech Płocharski
Wojciech Juliusz Płocharski (ur. 11 kwietnia 1964) – polski dziennikarz, podróżnik, kompozytor i autor tekstów.

## Życiorys
Dzieciństwo spędził w Olsztynie, gdzie ukończył Szkołę Podstawową i Liceum oraz klasę fortepianu w  szkole muzycznej I stopnia. W latach 1982–1989 studiował na Wydziale Dziennikarstwa i Nauk Politycznych Uniwersytetu Warszawskiego uzyskując tytuł magistra dziennikarstwa.
W 1990 r. ukończył Szkołę Podchorążych Rezerwy przy Wyższej Szkole Oficerskiej Wojsk Inżynieryjnych we Wrocławiu (specjalność przeprawowa – pontonier, kpr. pchor.)
W latach 1991–2006 pracował w PAP jako redaktor i korespondent (m.in. relacje z Białorusi, Czeczenii, Estonii), w 2010 r. realizował kampanię internetową kandydata w wyborach prezydenckich, Andrzeja Olechowskiego.
Autor anglojęzycznych publikacji wydawanych w Indiach, ukazujących się na międzynarodowym rynku literackim. W 2006 r. uczestniczył tam w międzynarodowym festiwalu „Writers Festival – India 2006” (na zaproszenie India Inter-Continental Cultural Association).
Jest także m.in. autorem słów do takich przebojów jak „Klub wesołego szampana” (Chciałabym, chciała...) z repertuaru Formacji Nieżywych Schabuff oraz „Karuzela” T.Love. Na początku lat 90. pisał również dla innych zespołów – głównie firmowanych przez Jacka Pałuchę.
W 1993 wraz z Januszem Grudzińskim w duecie Przyjaciele nagrał materiał Cyfry (w 1994 ukazał się w formie kasety i programu TV, w 2007 reedycja na płycie CD, w 2012 – udostępniony w internecie).
W 2011 roku w międzynarodowej sprzedaży ukazało się m.in. wydawnictwo Selected Music, w 2012 – Under the Papaya Tree, natomiast w 2013 – singiel Studium oraz album Ilha do Sal.

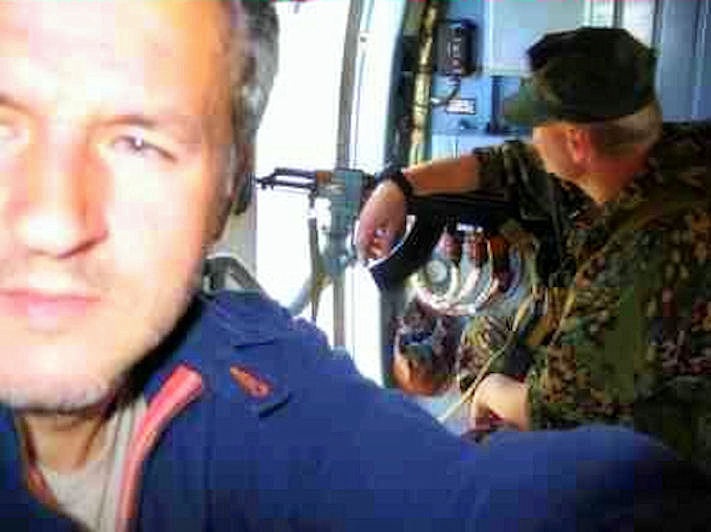
Wojciech Płocharski (korespondent, Czeczenia)

## Twórczość literacka
- Trzydzieści i trzy
- Plastic Odeon
- Żółto-zielono-rudy
- Diplomatic Rebel on Creaky Bicycle
- Faster Than Light and Other Bagatelles: Short Poetry
- Million in My Pocket
- Love Temperature
- Khajurao Legacy
- Coast
- Tea With Vanilla
- Polvo à Lagareiro